# Beauregard (Lot)
Die südfranzösische Gemeinde Beauregard (okzitanisch Bèlregard) liegt im Département Lot in der Region Okzitanien (zuvor Midi-Pyrénées). Die 228 Einwohner (Stand 1. Januar 2022) zählende Gemeinde ist Teil des Regionalen Naturparks Causses du Quercy.

## Lage
Beauregard liegt in einer Höhe von ca. 370 Metern ü. d. M. am südwestlichen Rand des Zentralmassivs im Gebiet der Causse de Limogne. Die nächste Stadt, Cahors, ist etwa 37 Kilometer (Fahrtstrecke) in nordwestlicher Richtung entfernt. Der nächstgrößere Ort, in etwa acht Kilometer Entfernung, ist Limogne-en-Quercy.

## Bevölkerungsentwicklung
| Jahr      | 1962 | 1968 | 1975 | 1982 | 1990 | 1999 | 2006 | 2018 |
| Einwohner | 225  | 217  | 177  | 167  | 184  | 188  | 236  | 232  |

Bis zur Mitte des 19. Jahrhunderts hatte der Ort stets zwischen 800 und 900 Einwohner. Infolge der Reblauskrise im Weinbau und der Mechanisierung der Landwirtschaft ging die Einwohnerzahl seit der zweiten Hälfte des 19. Jahrhunderts kontinuierlich bis auf den Tiefststand in den 1980er Jahren zurück.

## Wirtschaft
Im Haut-Quercy wurde traditionell Landwirtschaft betrieben, zu der bis ins 19. Jahrhundert hinein auch der Weinbau gehörte, der aber nach der Reblauskrise nahezu gänzlich aufgegeben wurde. Heute spielt – neben der Vieh- und Geflügelzucht – der Tourismus in Form der Vermietung von Ferienwohnungen (gîtes) eine große Rolle im Wirtschaftsleben der Gemeinde.

## Geschichte
Beauregard liegt nahe der Römerstraße von Cahors (Divona Cadurcorum) nach Rodez (Ruthena civitas) und wurde im 13. Jahrhundert als Gemeinschaftsprojekt (paréage) und als Bastide durch die Benediktiner-Abtei von Marcilhac-sur-Célé und den französischen König Philipp IV. gegründet.

## Sehenswürdigkeiten
- Die aus dem 15. Jahrhundert stammende Markthalle ist aus Bruchsteinen gemauert und von einem hölzernen Dachstuhl mit dünnen Steinplatten (lauzes) gedeckt. In der Außenwand finden sich einige Steine, die als Getreidemaße genutzt wurden. Der Bau wurde bereits im Jahre 1922 als Monument historique anerkannt.[1]
- Ein ungewöhnliches steinernes Baumkreuz aus dem 15. Jahrhundert wurde im Jahre 1959 unter Schutz gestellt.[2]
- Das im Privatbesitz befindliche Château de Labastide steht etwa einen Kilometer westlich des Ortes. Der Komplex setzt sich zusammen aus Bauteilen des 13., 15. und 17. Jahrhunderts; er verfügt über ein Taubenhaus (colombier) und wurde 1979 als Monument historique anerkannt.[3]
- Eine nahegelegene Höhle (Igue de la Vayssière) wurde in den vergangenen Jahren mehrfach durch Höhlenforscher erkundet.
- Die drei Dolmen im Bois des Escures und der Dolmen de la Combe du Cornier